# Pentagon City (Metro de Washington)
Pentagon City es una estación subterránea en la línea Amarilla y la línea Azul del Metro de Washington, administrada por la Autoridad de Tránsito del Área Metropolitana de Washington. La estación se encuentra localizada South Hayes Street en el barrio de Pentagon City en Arlington en Virginia. La estación fue inaugurada el 1 de julio de 1977.

## Conexiones
WMATA Metrobus
Arlington Transit
Fairfax Connector

## interés
Pentagon Row Outdoor Ice Skating Plaza